# Volkspark Hasenheide
Il Volkspark Hasenheide (letteralmente: "parco pubblico della brughiera delle lepri") è un parco di Berlino, sito nel quartiere di Neukölln.

## Storia
L'area attualmente occupata dal parco era fin dal 1678 usata come riserva di caccia alle lepri, e fu per questo frequentata anche dal grande elettore. Nel XIX secolo all'uso venatorio si sostituì quello militare, con la costruzione di aree d'esercizio e poligoni di tiro.
Il parco fu realizzato dal 1936 al 1939 su progetto del direttore dei giardini cittadini Joseph Pertl. Nel dopoguerra il parco venne ampliato verso ovest, comprendendo anche la collina detta "Rixdorfer Höhe" realizzata con le macerie degli edifici distrutti durante il conflitto.

## Caratteristiche
Il parco si estende su una superficie di 47 ettari e contiene al suo interno aree a prato e aree a bosco, un laghetto ("Rixdorfer Teich") con un percorso naturalistico, un bar e un'area per spettacoli all'aperto.
Nella parte nord, nei pressi della strada Hasenheide, sorge un grande monumento dedicato a Friedrich Ludwig Jahn.